# Shizikou Shuiku
Shizikou Shuiku är en reservoar i Kina. Den ligger i provinsen Jiangxi, i den sydöstra delen av landet, omkring 110 kilometer söder om provinshuvudstaden Nanchang. Shizikou Shuiku ligger 68 meter över havet. Arean är 0,24 kvadratkilometer. I omgivningarna runt Shizikou Shuiku växer i huvudsak blandskog. Den sträcker sig 0,6 kilometer i nord-sydlig riktning, och 0,8 kilometer i öst-västlig riktning.
Genomsnittlig årsnederbörd är 2 281 millimeter. Den regnigaste månaden är juni, med i genomsnitt 426 mm nederbörd, och den torraste är oktober, med 17 mm nederbörd.